# Monk's Music
Monk's Music è un album discografico del musicista jazz Thelonious Monk, pubblicato nel 1957 dall'etichetta Riverside Records.
L'album venne registrato a New York il 26 giugno 1957. La prima traccia, Abide With Me, un inno gospel di W. H. Monk, è un'austera versione del pezzo in questione suonata solo dalla sezione fiati del sestetto. La composizione Ruby, My Dear è eseguita dai soli Monk, Coleman Hawkins, Wilbur Ware, e Art Blakey. La presenza di John Coltrane tra i musicisti che suonarono sul disco, è da attribuirsi al fatto che Coltrane si era unito al gruppo di Monk dopo un breve periodo passato nel quintetto di Miles Davis, e questo album è l'unica registrazione di studio esistente di Coltrane insieme a Monk. Tutti i brani tranne uno, sono composizioni originali di Thelonious Monk, ma qualcuno di essi era già apparso in precedenti dischi dell'artista. L'album è stato ristampato dall'etichetta Original Jazz Classics il 1º luglio 1991.
I due missaggi dell'album (stereo e mono) differiscono notevolmente. Vennero infatti usati set di microfoni completamente diversi per registrare gli stessi brani. Il mix stereo fu registrato posizionando i microfoni molto lontani dalla band, ottenendo quindi un "sound" sostanzialmente diverso rispetto alla versione in mono.

## Tracce
Lato 1
1. Abide with Me (William Henry Monk)
2. Well, You Needn't
3. Ruby, My Dear

Lato B
1. Off Minor
2. Epistrophy
3. Crepuscule with Nellie

## Ristampa in CD
1. Abide with Me  – 0:52
2. Well, You Needn't  – 11:24
3. Ruby, My Dear  – 5:26
4. Off Minor (Take 5)  – 5:07
5. Off Minor (Take 4)  – 5:12
6. Epistrophy  – 10:45
7. Crepuscule with Nellie (Take 6)  – 4:37
8. Crepuscule with Nellie (Take 4 and 5)  – 4:43

## Crediti
- Thelonious Monk - Pianoforte
- Ray Copeland - Tromba
- Gigi Gryce - Sax alto
- Coleman Hawkins - Sax tenore
- John Coltrane - Sax tenore
- Wilbur Ware - Basso
- Art Blakey - Batteria
- Orrin Keepnews - Produttore
- Jack Higgins - Ingegnere del suono
- Kirk Felton - Rimasterizzazione digitale
- Paul Weller - Foto di copertina
- Paul Bacon - Cover design